# Brécy, Aisne
Brécy là một xã ở tỉnh Aisne, vùng Hauts-de-France thuộc miền bắc nước Pháp.